# Чарлс Шимоњи
Чарлс Шимоњи (енгл. Charles Simonyi, мађ. Simonyi Károly; Будимпешта, 10. септембар 1948) је амерички милијардер мађарског порекла. Симоњи је био софтверски руководилац у апликацијском одељењу Мајкрософта где је нагледао стварање пословних програма. Сада води своју компанију Intentional Software којој је циљ развој и маркетинг његовог концепта намерног програмирања.
Године 2007, постао је пети свемирски туриста и други Мађар у свемиру.